# Box (Marvel Comics)
Box é um personagem de quadrinhos na Marvel Comics, foi criado pelo brilhante inventor Roger Bochs. Sua primeira aparição foi em Alpha Flight #1.

## História
Roger Bochs é um brilhante engenheiro, que, por motivos não revelados, não tem as duas pernas, embora o mais provável seja que ele tenha nascido sem elas. Ele inventou um robô humanóide, e o nomeou como Box, um trocadilho com o seu sobrenome, Bochs. James Hudson viu o potêncial do engenheiro, o ajudou a construir o robô e o recrutou para a Tropa Alfa. Bochs entrou na Tropa Gama, a primeira equipe de treinamento da Tropa Alfa, logo foi passado para a Tropa Beta. Quando o governo canadense parou de financiar as Tropas Gama e Beta, Bochs retornou à sua vida normal em Saskatchewan. A Tropa Alfa continuou atuando sem ajuda do governo. Com o fim desses programas, Jerome Jaxon, antigo inimigo de James Hudson, criou o Tropa Ômega, e recrutou alguns ex-membros das Tropas Beta e Gama. Bochs também foi chamado, ele aceitou, mas com o intuito de destruí - la por dentro. Quando Jaxon descobre isso, toma controle de Box, usando o capacete que roubou de Bochs, e o manda lutar contra o Guardião. Na batalha Guardião destrói Box com uma rajada de energia, essa rajada resultou em um feedback, que matou Jaxon. Em suguida houve uma explosão, que, aparentemente, matou James.
Algum tempo depois, Bochs se encontrou com Madison Jeffries, um mutante com a habilidade de moldar metal, plástico e vidro com o toque de suas mãos . Juntos eles criaram um robô maior e mais forte, que Roger podia comandar de dentro, eliminando o uso do capacete, surgindo entre eles uma grande amizade. Bochs se sentia culpado pela morte de James. Agora ele iria atrás de Delphine Courtney, um androide que trabalhava para Jason e atual líder da Tropa Ômega, mas Box era necessário em outra missão. Walter Langkowski foi dominado por Pássaro da Neve  e foi forçado a destruir seu corpo. a Tropa Alfa conseguiu salvar a sua alma e a colocou na armadura.. Roger tenta achar um novo corpo para ele (que por azar era o do Hulk, na época exilado num nexo interdimensional chamado de Encruzilhada ), mas não consegue e a alma de Sasquatch deixa a armadura. Bochs controla Box novamente e se torna membro oficial da Tropa Alfa.
Aurora demonstra afeição por Roger e começam a ter um caso, mas a natureza inconstante de Aurora lhe causou muito estresse. Durante uma missão submarina, Bochs emergiu rápido demais enquanto se ligava com Box e sofrou de doença de descompressão. Ele não consegui mais sair da armadura e começa a entrar em pânico, pois pensava que nunca mais poderia tocar Aurora. Scramble (irmão caçula de Jeffries, também conhecido como o Distorcedor), que podia moldar carne e osso com as mãos , separa Bochs da Box e também o cura da doença de descompressão, além de lhe dar pernas , presenteando com o corpo de um atleta..No entanto Scramble não contou à Roger, que ele tinha utilizado cadáveres humanos como material para conseguir suas pernas . Durante este tempo, a alma do Langkowski assumiu, brevemente, a armadura novamente. Ele havia sido amante de Aurora e quando Bochs descobriu , acabou por terminar seu romance com ela . Sentindo-se traído por Aurora e com as pernas começando a se decompor, Bochs enlouqueceu. Madison Jeffries assumiu a Box para evitar danos que Bochs poderia causar, mas isso só aumentou o sentimento de traição que ele sentia.
Bochs deixou a Tropa Alfa e foi se encontrar com Scramble, esperando que ele restaurasse suas pernas. Scramble, que também acabou enlouquecendo, fundiu-se com Bochs, formando Ômega, que combinava os poderes dos dois. Madison, usando a Box lutou contra Ômega. Durante a luta, a personalidade de Bochs veio a tona, e ele começou a se rebelar contra Scramble, que infelizmente o lobotomizou. No final, Madison foi forçado a matar Ômega, incluindo Bochs.

## Poderes e habilidades
O modelo original da Box era controlada por um capacete cibernético. No modelo atual, quem usa a Box, funde - se com o robô. Ela é construída por um metal desconhecido que parece estar vivo. Ambos os modelos têm força sobre-humana, invulnerabilidade e capacidade de voo.

## Outros usuários da Box
- Jerome Jaxon, que roubou o capacete de controle da Box original do Bochs.
- Walter Langkowski, que, depois que a Grande Besta Tanaraq assumiu seu corpo, tornou-se um espírito desencarnado, que residiu na armadura por um tempo curto.
- Madison Jeffries, que mudou completamente o visual da armadura e usou seus próprios poderes para mudar constantemente e adaptar-se a armadura.